# Star Wars: Lendas do Império
Star Wars: Lendas do Império é uma série animada antológica e derivada de ficção e aventura de 2024 da franquia Star Wars para o serviço de streaming Disney+.

## Enredo
O enredo é formado por seis episódios, e é dividido entra a história da antiga jedi Barriss Offee (de “The Clone Wars”) e de Morgan Elsbeth (de “The Mandalorian”) com o general Grievous.
Uma viagem no Império Galáctico feito por duas guerreiras em caminhos opostos: Morgan Elsbeth após perda total caminha em direção à vingança, enquanto Barriss Offee luta contra os sentimentos e batalha para sobreviver na galáxia que sofre grande mudança.

## Lançamento
A série animada foi lançada em 6 de maio de 2024, durante a comemoração do "Dia de Star Wars” (May The 4th), de modo igual ao lançamento da animação “Lendas dos Jedi” em 2022.

## Elenco
A série animada tem as vozes dos seguintes dubladores(as):
- Inosanto como Morgan Elsbeth
- Meredith Salenger como Barris Offee
- Rya Kihlstedt como Quarta Irmã
- Wing Chao como Wing
- Lars Mikkelsen como almirante Thrawn
- Jason Isaacs como Grande Inquisidor
- Matthew Wood como general Grievous.

1. 1 2 3 4  «Como é a nova animação do universo de 'Star Wars'». Nexo Jornal. Consultado em 27 de junho de 2024
2. 1 2 3 4 5  «Lucasfilm lança nova série de "Star Wars" para celebrar o May The 4th». NiT. Consultado em 27 de junho de 2024
3. 1 2 3  Fiore, Matheus (29 de abril de 2024). «Star Wars | Histórias do Império ganha teaser focado em vingança; assista». Omelete. Consultado em 27 de junho de 2024